# Petruskirche (Heidelberg-Kirchheim)

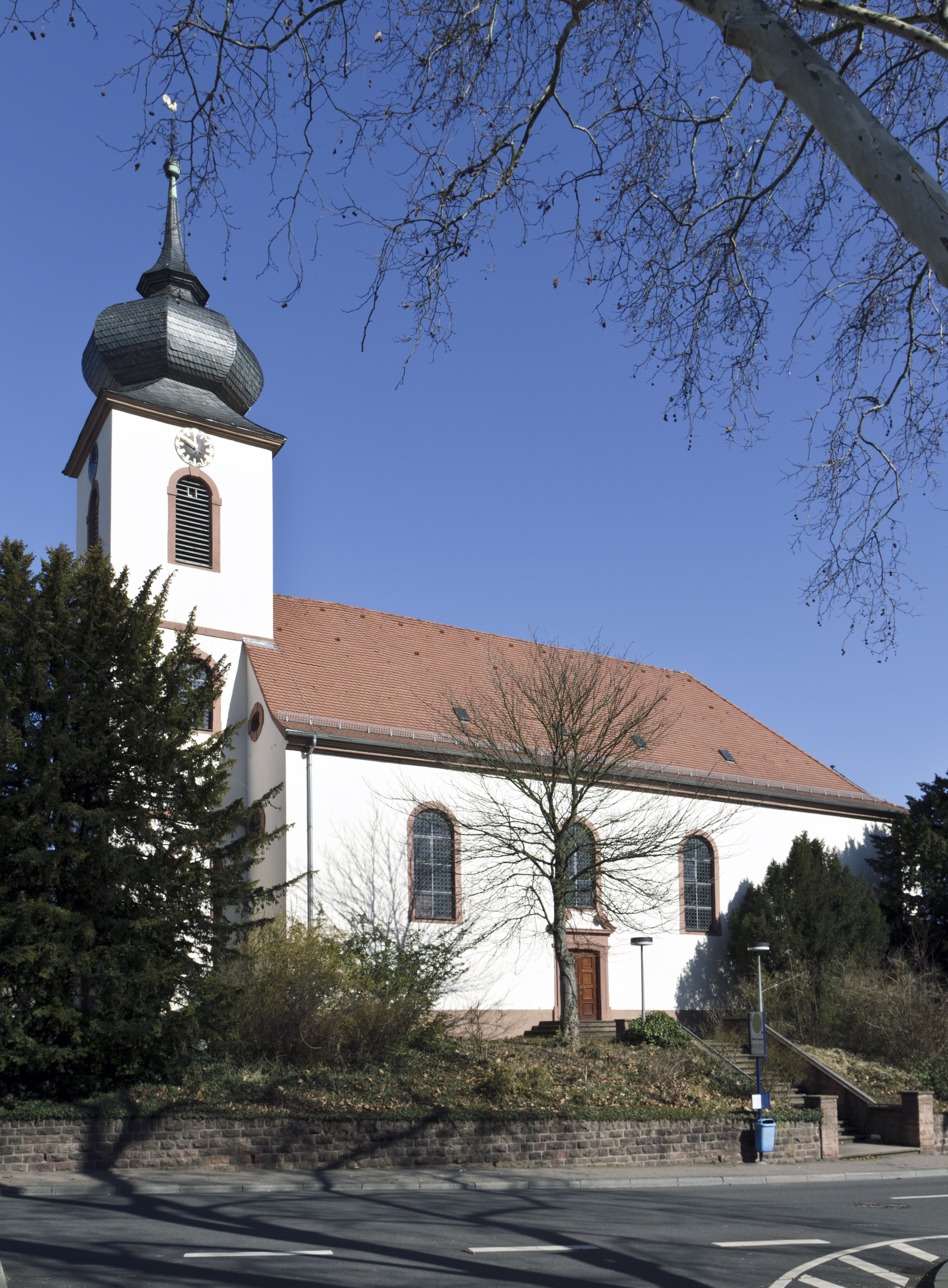
Petruskirche von Süden

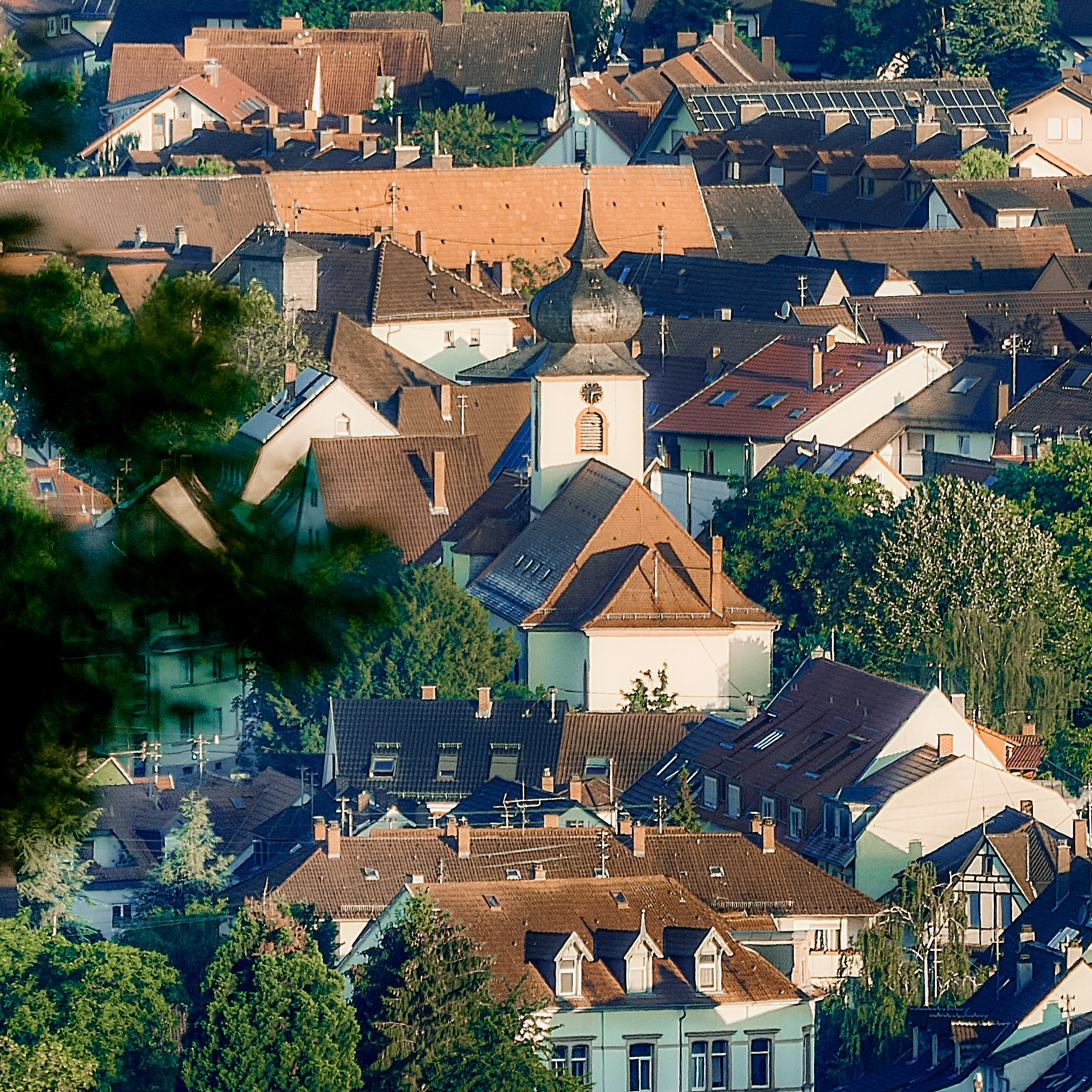
Petruskirche und ihre Umgebung von Osten

Die Petruskirche ist eine evangelische Kirche im Heidelberger Stadtteil Kirchheim. Sie wurde in den Jahren 1748 bis 1750 im barocken Stil erbaut.

## Geschichte
Funde von Reihengräbern aus der Merowingerzeit in Kirchheim lassen vermuten, dass das Dorf dem Ortsnamen entsprechend bereits im 6. Jahrhundert eine kirchliche Bedeutung für das Umland hatte. Der gotische Vorgängerbau der heutigen Kirche wurde im Pfälzischen Erbfolgekrieg 1689 schwer beschädigt, der Neubau aus den Jahren 1748 bis 1750 stammt von Werkmeister Kunzelmann. 1934 wurde die Kirche um einen neuen Altarraum und eine Sakristei erweitert.

## Beschreibung

### Kirchengebäude
Die barocke Saalkirche ist als Kirchenneubau der reformierten Kirche einfach gehalten. Die Fenster und Türen in der weiß verputzten Fassade haben Umrahmungen aus Buntsandstein, der rechteckige Turm eine barocke Zwiebelhaube. Vom ehemaligen Kirchhof sind noch Teile der Mauer aus dem 19. Jahrhundert vorhanden. Im Inneren ist nur die barock verzierte Kanzel aus der Entstehungszeit erhalten, ansonsten ist der Raumeindruck durch die Restaurierung und Erweiterung im Jahr 1934 geprägt. Aus diesem Jahr stammen auch der rechteckige Chor mit zwei farbigen Glasfenstern von Julius Beck mit den Porträts der Reformatoren Luther und Calvin und der eingeschossige Erweiterungsbau der Sakristei, der den Altarraum umgibt. Das heutige Gestühl wurde 1904 eingebaut.

### Orgel
Die Orgel der Petruskirche wurde im Jahr 1957 von Weigle Orgelbau fertiggestellt. Sie verfügt über 22 Register auf zwei Manualen und Pedal. Die Spiel- und Registertraktur der Orgel sind mechanisch. Ihre Windladen sind als Schleifladen ausgeführt.